# Association sportive et culturelle Saloum
Actualités
L'Association sportive et culturelle Saloum est un club de football sénégalais fondé en 1996 et basé dans la ville de Kaolack.

## Histoire
L’ASC Saloum, est formé en 1996 après la fusion entre Mbossé et  l’AS Kaolack.
L’ASC Saloum a été finaliste de la Coupe du Sénégal en 2000. Finale perdue 0-4 contre le UCST Port autonome de Dakar.
Le club termine vice champion en 2007 ce qui lui permet de faire son premier parcours africain à la Ligue des champions de la CAF 2008, il échoue au tour préliminaire face au Club Africain de Tunis (3-1).
L’ASC Saloum a été reléguée en Ligue 2 à l’issue de la saison 2009-2010. En 2015, elle redescendra encore d’un étage (National 1).
En devenant champion de National 1 face à AS Kaffrine, le club revient en ligue 2 en 2024.

## Palmarès
- Ligue 1
  - Vice champion en 2007
- Ligue 2
  - Champion en 2003[5].
- Nationale 1
  - Champion en 2024
- Coupe du Sénégal de football
  - Finaliste en 2000[6].

## Joueur à l’international
- Babacar Tine
- Papy Djilobodji
- Sergine Ibrahima Moreau